# Giuseppe Maria Maniscalco
Giuseppe Maria Maniscalco OFMObs (* 2. Juni 1783 in Alessandria della Rocca, Königreich Sizilien; † 7. April 1855 in Caltagirone) war ein sizilianischer Ordensgeistlicher, Generalminister der Franziskaner-Observanten und Bischof von Caltagirone.

## Leben
Er trat in Baida bei Palermo in die sizilianische Provinz des Ordens der Franziskaner-Observanten ein und nahm den Ordensnamen Giuseppe Maria d’Alessandria an. Nachdem er zum Doctor theologiae promoviert worden war, empfing er am 7. Juni 1807 die Priesterweihe. Danach bekleidete er verschiedene Ämter im  Konvent von Alcamo. Nach seiner Tätigkeit als Sekretär wurde er 1819 zum Provinzialminister, 1827 zum Generaldefinitor, 1833 zum Generalvikar ernannt.
Nach Rom berufen, ernannte ihn Papst Gregor XVI. am 13. März 1838 zum Generalminister der Franziskaner-Observanten. Zur gleichen Zeit trat er in den Dienst der Kurie und war Konsultor verschiedener Kongregationen.
König Ferdinand II. von Sizilien schlug ihn am 20. Mai 1844 als Bischof von Avellino und Frigento vor, was von Rom am 17. Juni desselben Jahres bestätigt wurde. Die Bischofsweihe spendete ihm am 23. Juni 1844 der Kardinalbischof von Sabina, Luigi Lambruschini; Mitkonsekratoren waren die Kurienerzbischöfe Camillo Di Pietro und Angelo Antonio Scotti. Am 12. Juli 1844 wurde er Päpstlicher Thronassistent. Papst Pius IX. transferierte ihn am 7. April 1854 auf den Bischofssitz von Caltagirone, wo er ein Jahr darauf starb.

## Veröffentlichungen
- A Gregorio XVI... che visita il tempio di S. Maria degli Angeli. Foligno 1841.
- Regole per le monache Clarisse appianate. Rom 1842.